# 애틀랜틱 포프스
애틀랜틱 포프스(Atlantic Popes)는 독일 신스팝 밴드 알파빌의 공동 창립자이자 오랜 멤버인 베른하르트 로이드와 가수 막스 홀러의 가상 음악 프로젝트이다.